# میدان سووتسکایا

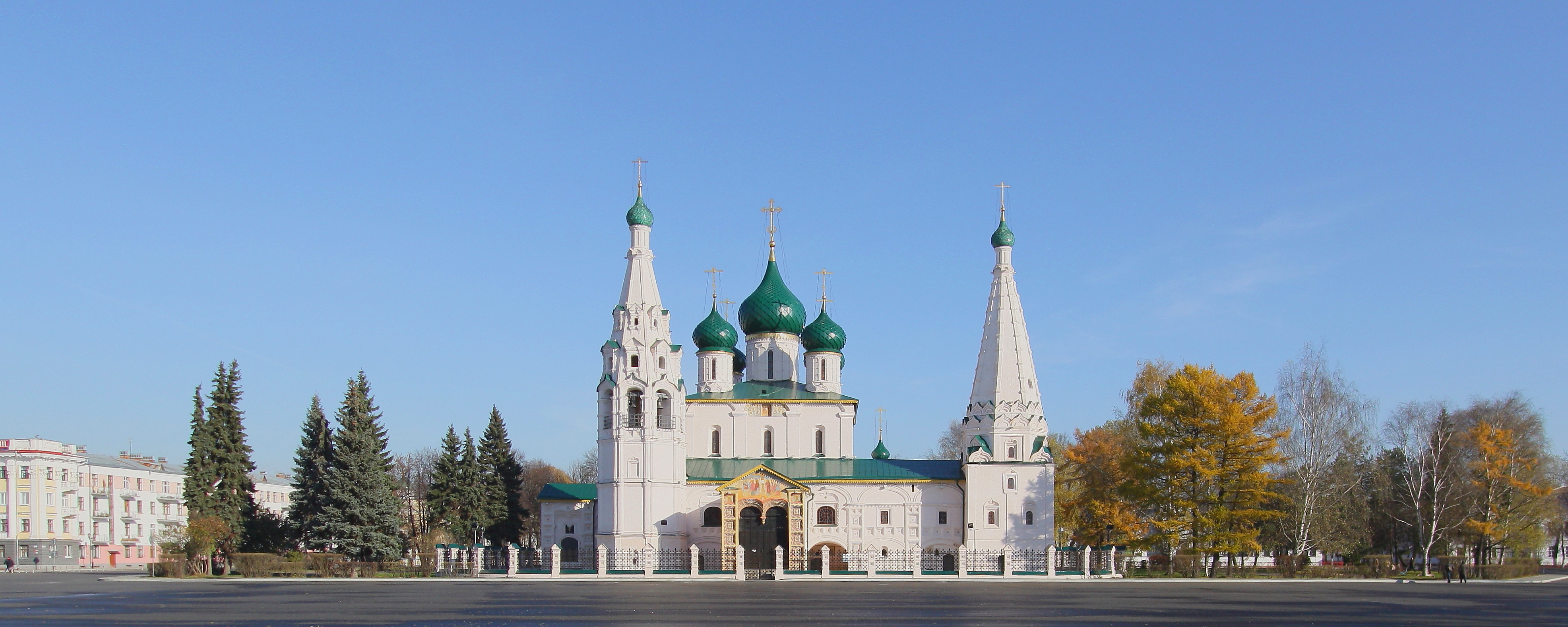

میدان سووِتسکایا (به روسی: Советская площадь) (که پیش‌تر میدان ایلیانسکایا نامیده می‌شد) میدان اصلی مرکز تاریخی (یاری‌اسلاول) شهر یاری‌اسلاول است که در اطراف کلیسای ایلیا پیامبر (یاری‌اسلاول) قرار دارد و مکان اصلی برگزاری رژه‌ها، جشن‌ها و دیگر مراسم رسمی است.

## تاریخچه
در اواسط قرن هفدهم، در مرکز شهر خاکی (یاری‌اسلاول)، بر روی محل دو کلیسای چوبی (کلیسای ایلیانسکایا و کلیسای پدرمریم) یک کلیسای سنگی کلیسای ایلیا پیامبر (یاری‌اسلاول) ساخته شد.
در سال ۱۷۷۷ یاری‌اسلاول مرکز حکومتی شد و در سال ۱۷۷۸ کاترین دوم برنامه ساخت منظم شهر را که توسط معمار ایوان استاروو طراحی شده بود، تصویب کرد. کلیسای ایلیا پیامبر به عنوان مرکز برنامه جدید انتخاب شد. اطراف آن تمام ساخت‌وساز قدیمی تخریب و میدان اصلی شهر شکل گرفت که نامش از کلیسا گرفته شده و «ایلیانسکایا» نامیده شد. این میدان با ساختمان‌های سه طبقه در سبک نئوکلاسیک که طبق طرح معمار یاری‌اسلاولی ایوان لوونهاگن ساخته شده بود، محصور شد و به مرکز اداری استان یاری‌اسلاول تبدیل شد. پس از مرگ کاترین دوم، پاول اول اصلاحات مدیریتی را لغو کرد و دستور داد تا کاخ‌های حکام تخریب شوند. از آجر کاخ حاکم، که تنها ۱۱ سال دوام داشت، سربازخانه‌ای برای کورس‌های دانش‌آموزی ساخته شد.
مطابق با طرح منظم، خیابان‌ها از کلیسای ایلیا به برج‌های ورودی شهر خاکی به شکل پرتوهایی منشعب می‌شوند: خیابان روژدستنسکایا به برج اوگلیچ، اوگلیچ به برج ولاسیفسکایا و ایلیانسکایا به برج سمیونوسکایا منتهی می‌شود. از گوشه‌های میدان به کنار رود ولگا دو خیابان ایلیانسکی و گورناتورسکایا طراحی شده‌اند.
جزئی از میدان ایلیانسکایا میدان پاراد بود که در محل ساخت‌وسازهای مسکونی تخریب‌شده از کلیسای ایلیانسکایا تا دره مدودیتسک تشکیل شد. این میدان مستطیلی شکل بود که توسط کلیساهای ایلیانسکایا، فلورا و لاورا، اسپاسو-پروبوینسکایا و کلیسای کاسموس و دامیان در شهر خاکی احاطه شده بود. در دهه ۱۸۲۰ کلیسای فلورا تخریب شد، دره مدودیتسک تا حدی پر شد و میدان ایلیانسکایا به تدریج با میدان کاتدرال در کاخ یاری‌اسلاول ترکیب شد. میدان پاراد بعدها به عنوان میدان پاراد شناخته شد.
در قرن نوزدهم در مکانی که پیش‌تر کاخ حکام قرار داشت، ساختمان دو طبقه‌ای برای مدیریت پلیس ساخته شد و در دهه ۱۸۲۰ ساختمان‌های گمرک یاری‌اسلاول به طراحی پتر پانی‌کوف ساخته شدند.
در سال ۱۸۲۹، در تقاطع خیابان ووسکرسنسکایا با میدان پاراد، یادبود پاول دمیدوف ساخته شد. در سال ۱۸۸۵، رئیس شهر ایوان واخرامیو هزینه‌های ساخت باغی در میدان را تأمین کرد که تا سال ۱۹۱۸ باغ واخرامیو نامیده می‌شد. در سال ۱۸۹۶، اطراف کلیسای ایلیانسکایا حصاری بر اساس طرح آندره پاولینوف ساخته شد.

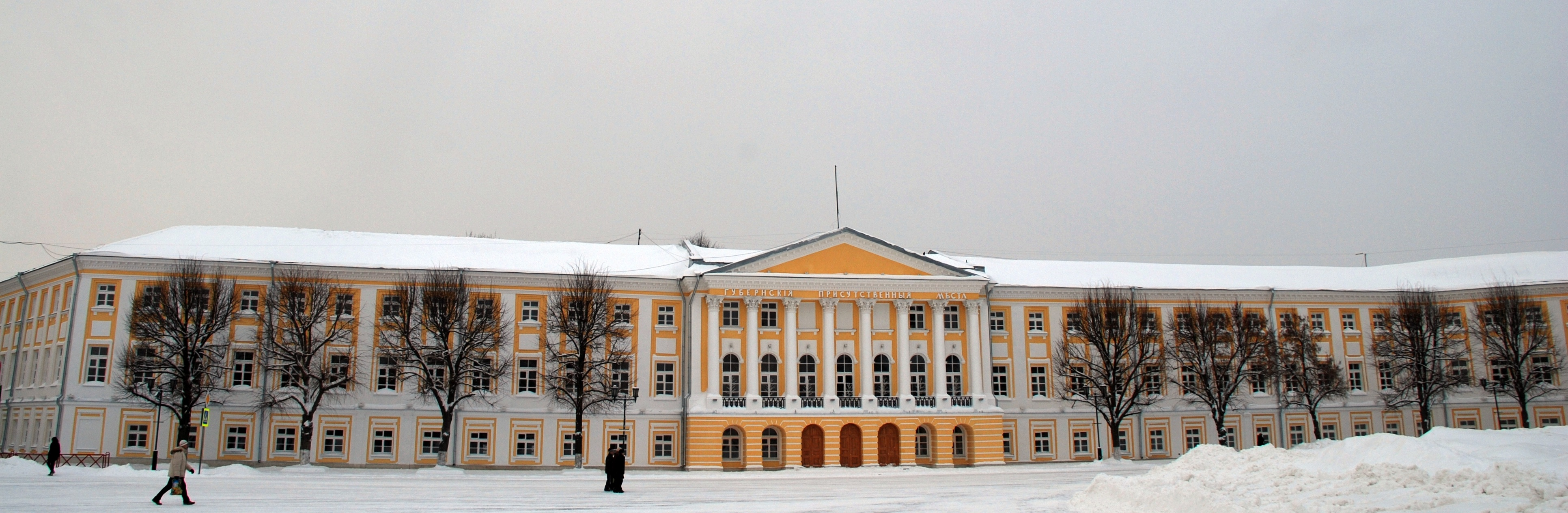
ساختمان ادارات دولتی استانی